# Vallda metodistkapell
Vallda metodistkapell, mellan Backa och Halla Heberg i Vallda distrikt i Kungsbacka kommun, är sedan 2000 ett byggnadsminne.
Kapellet, som även benämns Metodistkapellet Bethel, invigdes 1872 och är en av landets äldsta frikyrkobyggnader och en av de allra första inom metodismen i Sverige.
Vid invigningen av Bethelkapellet 1872 hade församlingen, som hade bildats i slutet av 1860-talet (troligen 1867), redan 104 medlemmar. Numera firas endast ett fåtal gudstjänster i kapellet under sommarhalvåret.
En informationstext om Vallda metodistkapell anger: "Bakom predikstolsaltaret hänger en stor målning av John B. Svedholm från 1873. Korset är tomt - Kristus är alltså uppstånden!"